# Saint-Projet (Tarn-et-Garonne)
Saint-Projet (okzitanisch: Sent Progèt) ist eine französische Gemeinde mit 288 Einwohnern (Stand: 1. Januar 2022) im Département Tarn-et-Garonne in der Region Okzitanien. Die Gemeinde liegt im Arrondissement Montauban und ist Teil des Kantons Quercy-Rouergue (bis 2015: Kanton Caylus). Die Einwohner werden Saint-Projetois genannt.

## Geografische Lage
Saint-Projet liegt etwa 47 Kilometer nordöstlich von Montauban. Umgeben wird Saint-Projet von den Nachbargemeinden Saillac und Beauregard im Norden, Vidaillac im Nordosten, Puylagarde im Osten, Loze im Süden, Vaylats im Westen und Nordwesten sowie Bach im Nordwesten.

## Einwohnerentwicklung
| Einwohner                                                  | 325 | 296 | 266 | 262 | 249 | 257 | 284 | 293 |
| Ab 1962 offizielle Zahlen ohne Einwohner mit Zweitwohnsitz |     |     |     |     |     |     |     |     |

## Sehenswürdigkeiten

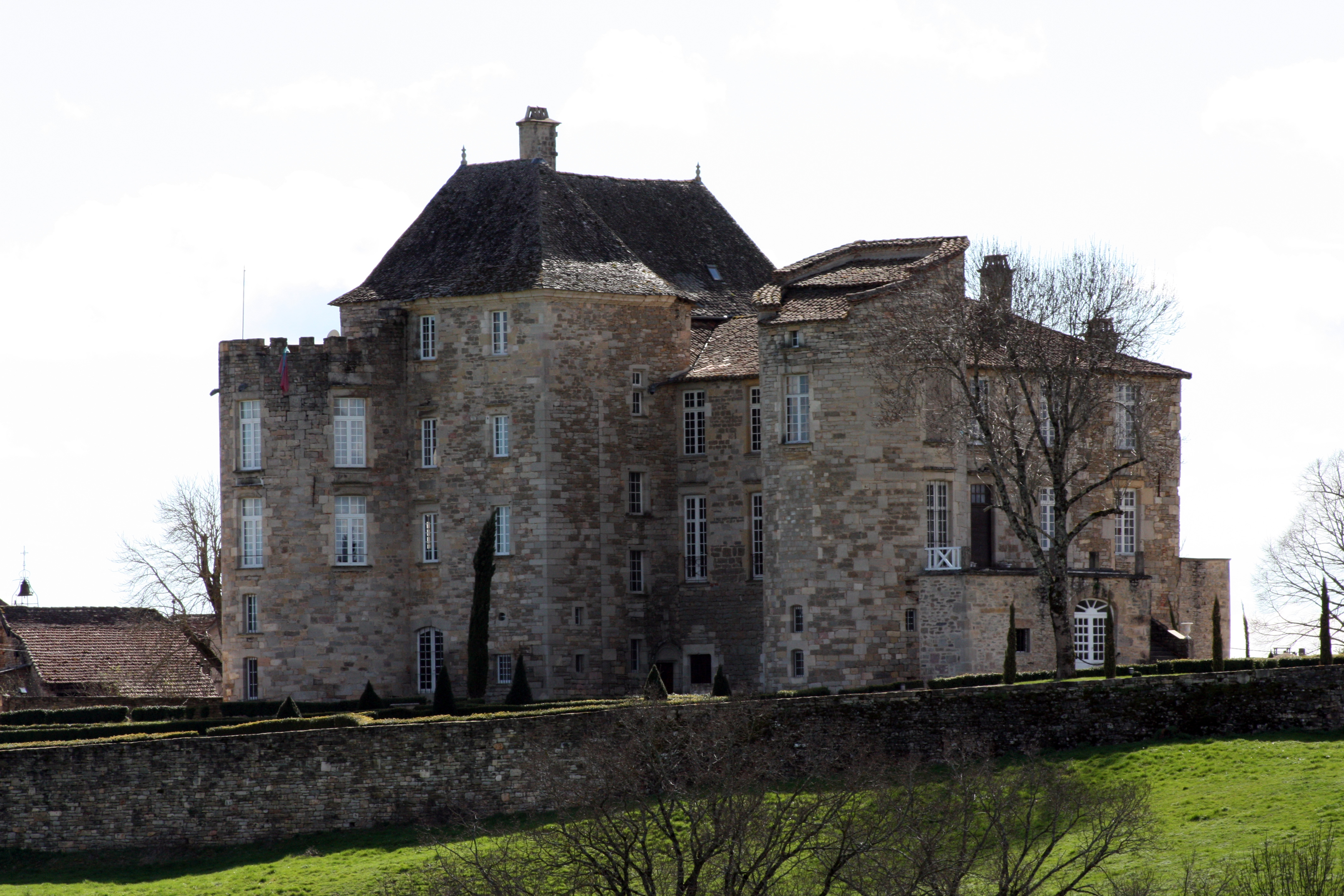
Schloss Saint-Projet

- Schloss Saint-Projet